# Mikkel Hansen
Pour les articles homonymes, voir Hansen.
Mikkel Hansen, né le 22 octobre 1987 à Elseneur, est un joueur international danois de handball évoluant au poste d'arrière gauche. Il est considéré comme l'un des meilleurs handballeurs de l'histoire et a d'ailleurs été élu à trois reprises meilleur handballeur mondial de l'année par la Fédération internationale de handball en 2011,, 2015,, puis en 2018.
International danois depuis 2007, il a remporté les trois titres internationaux : champion d'Europe en 2012, il devient champion olympique en 2016 avant de réaliser un triplé aux championnats du monde en 2019, en 2021 et en 2023. Il remporte, pour sa dernière sélection, la médaille d'or aux Jeux olympiques de 2024 à Paris. 
En clubs, il évolue de 2012 à 2022 au Paris Saint-Germain avec lequel il remporte en 2020 son septième titre de Champion de France sans pour autant parvenir à remporter la Ligue des champions. Après dix saisons à Paris, il retourne en 2022 au Danemark dans le club d'Aalborg Håndbold où il termine sa carrière en club. 

## Biographie

### Parcours en club
Mikkel Hansen est le fils de l'international danois Flemming Hansen (de) qui a joué 120 matchs pour 240 buts marqués et a entre autres participé aux Jeux olympiques en 1984.
Mikkel Hansen commence le handball en 1997 dans sa ville natale au Helsingør HF avant de rejoindre en 2000 le Virum-Sorgenfri HK. En 2005, il prend la direction du GOG Svendborg où il débute dans les compétitions européennes dès sa première saison à l’occasion de la Coupe de l'EHF 2005-2006, compétition où il inscrit quatre buts. Les deux saisons suivantes, il dispute avec le club danois la ligue des champions. Il réussit alors respectivement 13 et 49 buts en 2006-2007 et 2007-2008. Lors de cette dernière saison, le club danois termine à la seconde place de son groupe lors du tour principal, échouant à un point du club espagnol du FC Barcelone.
En 2008, il rejoint ce dernier club dans la Liga ASOBAL. Pour sa première saison en Catalogne, il inscrit 43 buts en Ligue des champions. Barcelone termine à la troisième place de son groupe du tour final où les deux qualifiés pour les quarts de finale sont les deux futurs finalistes, le club allemand de THW Kiel et le club espagnol de BM Ciudad Real. Il remporte un premier titre en Espagne avec la coupe du Roi et termine à la seconde place du championnat. Lors de la saison suivante, Barcelone élimine successivement Zagreb puis Veszprém pour atteindre le premier Final Four de l'histoire de la compétition. En demi-finale, le club espagnol élimine le Medvedi Tchekhov sur le score de 34 à 27, deux buts de Hansen, pour avoir le droit d'affronter Kiel en finale. Le club allemand remporte celle-ci sur le score de 36 à 34 avec un but de Hansen. Sur l'ensemble de la compétition, il inscrit 52 buts, se classant au 32e rang du classement des buteurs. Il remporte deux trophées en Espagne, la coupe du roi et la supercoupe d'Espagne mais comme la saison précédente, c'est le BM Ciudad Real qui remporte le titre de champion. Hansen ne parvient finalement pas à s'imposer dans le club espagnol et le Barcelone décide de ne pas conserver le joueur.
En 2010, Hansen retourne alors dans son pays natal au AG Copenhague, club ambitieux sur la scène européenne qui forme le projet de rassembler les meilleurs scandinaves (Ólafur Stefánsson, Guðjón Valur Sigurðsson, Niclas Ekberg...) grâce à l'apport financier d'un mécène, Jesper "Kasi" Nielsen. Et effectivement, les résultats sont au rendez-vous puisqu'au niveau national, le club réalise deux doublés Championnat-Coupe. Ce premier titre de champion permet au club de participer à la Ligue des Champions où le club termine à la troisième place à l'issue du Final Four à Cologne (Lanxess Arena), Hansen étant par ailleurs le meilleur buteur de la compétition avec 98 buts. A titre personnel, Hansen est élu meilleur handballeur de l'année 2011 par l'IHF. Toutefois, le club scandinave dépose le bilan à l'été 2012 et Hansen doit trouver un nouveau club.
Il choisit alors de prendre part au projet du Paris Saint-Germain, qui, comme l'AG Copenhague, souhaite dominer l'Europe grâce à un important apport financier, cette fois-ci via Qatar Investment Authority. Malgré de très nombreuses recrues (Luc Abalo, Samuel Honrubia, Marko Kopljar...), une équipe se forme très rapidement sous la houlette de Philippe Gardent et Paris remporte le titre de champion de France 2013, mais doit s'incliner en finale de la Coupe de France.
Pour la saison 2013-2014, l'équipe, renforcée notamment par Daniel Narcisse, Igor Vori et Gábor Császár, est construite pour dominer la France et l'Europe, les résultats sont plus difficiles et le club doit notamment s'incliner en demi-finale du Trophée des champions puis de la Coupe de la Ligue, tandis qu'en Ligue des Champions, le club subit trois défaites dont une de 10 buts face au FC Barcelone.
Hansen dépasse en septembre 2020 la barre des 2000 buts inscrits avec le PSG. En décembre 2020, il dispute le Final Four de la Ligue des champions 2019-2020 où le PSG est battu en demi-finale par le FC Barcelone et termine finalement troisième.
De retour au Danemark au Aalborg Håndbold, Hansen termine sa carrière en club sur une défaite en finale de Ligue des champions en 2024, une compétition qu'il n'a donc jamais gagné.

### Parcours en équipe nationale
Mikkel Hansen débute avec la sélection danoise en juin 2007, il fait partie du groupe de joueurs qui disputent les Jeux olympiques de Pékin. Lors du 3e match du tour préliminaire face à la Russie, alors que le Danemark avait concédé un match nul face à l'Egypte et perdu face à la Corée du Sud, les deux équipes sont à égalité 24-24 à la 60e minute avec un dernier jet franc à tirer : Hansen s'exécute et parvient alors à tromper la vigilance du mur Russe et du gardien, Oleg Grams, en marquant le but d'une victoire qui sera décisive pour la suite de la compétition du Danemark. Hansen et le Danemark terminent la compétition en quart de finale par une défaite 26 à 24 face à Croatie.
En 2010, le Danemark se présente en tenant du titre lors du championnat d'Europe. C'est la Croatie qui met un terme aux espoirs des Danois de conserver le trophée grâce à une victoire 27 à 23 lors de la dernière rencontre du tour principal. Le Danemark remporte la cinquième place du tournoi en battant l'Espagne sur le score de 34 à 27. Avec 34 buts marqués, il termine le tournoi en tant que meilleur buteur danois et au dixième rang du classement général.
Lors du mondial 2011, il est l'un des éléments essentiels de sa sélection, qui remporte l'ensemble de ses rencontres pour atteindre la finale face aux Français. Lors de la demi-finale face à l'Espagne, finalement remportée sur le score de 28 à 24, Mikkel Hansen s'est montré décisif en inscrivant neuf buts. En finale, malgré les dix buts qu'il a inscrit, le Danemark doit s'incliner après prolongation face aux Français qui remportent leur quatrième grande compétition consécutive grâce à une victoire 37 à 35. Hansen est honoré à titre individuel du titre de meilleur arrière gauche de la compétition et de celui de meilleur buteur avec 68 réalisations.
Lors du championnat d'Europe 2012, le Danemark parvient à se qualifier pour les demi-finales, pour finalement remporter le titre, après être parvenu au tour final avec zéro points après avec deux défaites lors du premier tour face à la Serbie et la Pologne. En finale, le Danemark retrouve son adversaire du premier tour, la Serbie, qui, malgré l'avantage d'évoluer à domicile, doit s'incliner sur le score de 21 à 19. Hansen réussit neuf buts durant cette finale, dont six en seconde mi-temps. Sur l'ensemble de la compétition, il inscrit 45 buts avec un pourcentage de réussite de 50,6 %. Il est par ailleurs désigné meilleur arrière gauche du tournoi. Aux Jeux olympiques de Londres, le Danemark fait partie des favoris mais s'incline à nouveau en quart de finale, cette fois-ci face à la Suède.
La compétition suivante, le championnat du monde 2013, se déroule parfaitement pour Hansen et les Danois qui atteignent la finale relativement facilement et s’offrent ainsi une deuxième chance de remporter leur premier titre de champion du monde deux ans après avoir été battus par la France. Avant la finale, bien que son adversaire, l'Espagne, évolue à domicile, le titre mondial semble promis à des Danois tout en maîtrise et Hansen est d'ailleurs élu meilleur joueur de la compétition. Pourtant, Hansen et ses coéquipiers sont totalement absents et subissent la furia espagnole : le Danemark s'incline très lourdement 19 à 35 après avoir été mené 12 à 29 à la 44e minute.
Avant le tant attendu championnat d'Europe 2014 qui a lieu à domicile, le Danemark semble s'être remis de cette humiliation et remporte les deux premières étapes de la Golden League 2013-2014, s'imposant notamment à deux reprises face à la France. À l'Euro, le tour préliminaire et le tour principal se déroulent sans encombre et le Danemark se qualifie pour les demi-finales en étant invaincu grâce notamment à Hansen et Niklas Landin Jacobsen qui seront tous deux élus dans l'équipe-type de la compétition. En demi-finale, les Croates montrent une grande résistance mais le Danemark se qualifie pour la finale tant attendue. Comme un an plus tôt, le titre semble promis aux Danois poussés par les 14 000 spectateurs de la Jyske Bank Boxen, mais c'était sans compter sur des Français dont la domination semblait révolue. Et pourtant, les hommes d'Onesta éteignent peu à peu le public danois en prenant rapidement le large : 4 à 11 à la 15e minute puis  16 à 23 à la mi-temps. Seul Hansen, qui terminera meilleur buteur de son équipe avec 9 réalisations, semble à la hauteur de l'événement, mais ne permet pas d'empêcher la seconde lourde défaite consécutive en finale, la France inscrivant pour la première fois plus de 40 buts lors d'une finale internationale (score final : 32 à 41).
Après deux cinquièmes places lors du championnat du monde au Qatar en 2015 et au championnat du d'Europe en Pologne en 2016, lui et son équipe se reprennent lors des Jeux olympiques de Rio pour décrocher le premier sacre olympique du Danemark. Mikkel Hansen y est décisif, marquant notamment 8 buts en finale contre la France et portant son équipe tout au long de la compétition. Il est ainsi élu meilleur joueur et meilleur arrière gauche de la compétition.
À la suite de ce titre, le Danemark, pourtant l'un des favoris, essuie une défaite cinglante face à la Hongrie lors des huitièmes de finale du championnat du monde 2017 organisé en France. La compétition qui suit est également une désillusion pour Mikkel Hansen et son équipe, qui s'incline de peu après prolongation face à la Suède en demi-finale du championnat d'Europe 2018 malgré ses 12 buts puis s'incline face à la France pour finalement terminer quatrième. Pour Hansen, le fait d'être élu meilleur arrière gauche est une maigre consolation.
Pour le championnat du monde 2019 coorganisés à domicile et en Allemagne, tout le Danemark espère conquérir leur premier sacre mondial. Et en effet, l'équipe danoise effectue une compétition parfaite en remportant tous ses matchs. À titre individuel, Mikkel Hansen réalise une prestation exceptionnelle notamment contre la France en demi-finale contre laquelle il n'inscrit pas moins de 12 buts puis contre la Norvège en finale devant son public où il score à 7 reprises. Il termine ainsi meilleur buteur et est logiquement élu meilleur joueur de ce Mondial.
Après en championnat d'Europe 2020 raté (le Danemark est éliminé dès le premier tour comme la France) et des Jeux olympiques reportés en 2021 à cause de la pandémie de Covid-19, les Danois conservent leur titre de champion du monde grâce notamment à Hansen qui est élu pour la troisième fois meilleur joueur de la compétition.
Hansen dispute sa dernière compétition en 2024 lors des Jeux olympiques de Paris. Lors de celle-ci, il est utilisé principalement comme remplaçant et en tant que tireur de penaltys. Il remporte son deuxième titre olympique après une victoire en finale face à l'Allemagne.

## Palmarès

### En sélection
Championnats d'Europe
- Médaille d'or au championnat d'Europe 2012,  Serbie
- Médaille d'argent au championnat d'Europe 2014,  Danemark
- 6e place au championnat d'Europe 2016,  Pologne
- 4e place au championnat d'Europe 2018,  Croatie
- 13e place au championnat d'Europe 2020,  Autriche,  Norvège et  Suède
- Médaille de Bronze au championnat d'Europe 2022,  Hongrie et  Slovaquie
- Médaille d'argent au championnat d'Europe 2024,  Allemagne

Championnats du monde
- Médaille d'argent au championnat du monde 2011,  Suède
- Médaille d'argent au championnat du monde 2013,  Espagne
- 5e place au championnat du monde 2015,  Qatar
- 10e place au championnat du monde 2017,  France
- Médaille d'or au championnat du monde 2019,  Danemark et  Allemagne
- Médaille d'or au championnat du monde 2021,  Égypte
- Médaille d'or au championnat du monde 2023,  Pologne et  Suède

Jeux olympiques
- 7e place aux Jeux olympiques de 2008 à Pékin,  Chine
- 6e place aux Jeux olympiques de 2012 à Londres,  Royaume-Uni
- Médaille d'or aux Jeux olympiques de 2016 à Rio de Janeiro,  Brésil
- Médaille d'argent aux Jeux olympiques de 2020 à Tokyo,  Japon
- Médaille d'or aux Jeux olympiques de 2024 à Paris,  France

### Club
Compétitions internationales
- Ligue des champions
  - Finaliste (3) : 2010 (avec FC Barcelone), 2017 (avec Paris SG), 2024 (avec Aalborg)
  - Troisième (5) : 2012 (avec AG Copenhague), 2016, 2018 et 2020 (avec Paris SG)
- Coupe du monde des clubs
  - Finaliste (1) : 2016

Compétitions nationales
- Championnat du Danemark
  - Vainqueur (3) : 2007, 2011 et 2012, 2024
  - Finaliste (1) : 2006, 2008, 2019, 2020, 2023
- Coupe du Danemark
  - Vainqueur (3) : 2006, 2011 et 2012
  - Finaliste (2) : 2008 , 2024
- Supercoupe du Danemark
  - Vainqueur (1) : 2022
  - Finaliste (1) : 2023
- Championnat d'Espagne
  - Deuxième (2) : 2009, 2010
- Coupe du Roi
  - Vainqueur (2) : 2009, 2010
- Coupe ASOBAL
  - Vainqueur (1) : 2010
  - Finaliste (1) : 2009
- Supercoupe d'Espagne
  - Vainqueur (2) : 2009 et 2010
- Championnat de France
  - Vainqueur (9) : 2013, 2015, 2016, 2017, 2018, 2019, 2020, 2021, 2022
  - Deuxième (1) : 2014
- Coupe de France
  - Vainqueur (5) : 2014, 2015, 2018, 2021 et 2022
  - Finaliste en 2013 et 2016
- Coupe de la Ligue
  - Vainqueur (3) : 2017, 2018, 2019
  - Finaliste (1) : 2016
- Trophée des champions
  - Vainqueur (4) : 2014, 2015, 2016, 2019
  - Finaliste (1) :  2017

### Distinctions personnelles
Distinctions générales
- Élu meilleur handballeur mondial de l'année (3) 2011[3],[4], 2015[5],[6] et 2018[7]
  - 2e en 2012, 2013, 2014 et 2016
- Élu meilleur handballeur de l'année au Danemark (5) : 2008, 2010, 2011, 2015 et 2016
- Élu meilleur joueur danois de la saison (6) : 2008-2009, 2010-2011, 2011-2012, 2014-2015[35], 2015-2016[36] et 2016-2017

En compétition des nations
- Élu meilleur joueur (MVP) des Jeux olympiques (1) : 2016[34]
- Élu meilleur joueur (MVP) du championnat du monde (3) : 2013[28], 2019 et 2021
- Élu meilleur arrière gauche du championnat du monde (2) : 2011[22] et 2021
- Élu meilleur arrière gauche des championnats d'Europe (4) : 2012[26], 2014[31], 2018 et 2022
- Élu meilleur arrière gauche des Jeux olympiques (2) : 2016[34] et 2020
- Meilleur buteur du championnat du monde (2) : 2011[23] et 2019
- Meilleur buteur des Jeux olympiques 2020

En compétition des clubs
- Élu dans l'équipe-type de la Ligue des champions (4) : 2014, 2015, 2020 (demi-centre)[37], 2017, 2019 et 2021 (arrière gauche)
- Élu meilleur joueur du championnat de France (2) : 2015[38],[39] et 2016[40],[41]
- Élu meilleur arrière gauche du championnat de France (4) : 2015, 2016, 2017, 2019 et 2021
- Meilleur buteur de l’histoire de la Ligue des champions sur une saison avec 141 buts marqués lors de la saison 2015-2016
- Meilleur buteur de la Ligue des champions (2) : 2012 (98 buts, avec l'AG Copenhague[14]) et 2016 (141 buts avec le Paris SG)
- Meilleur buteur championnat de France (2) : 2015 et 2016

## Statistiques en club
| Saison                | Club                  | Championnat           | Championnat | Championnat | Coupe nationale | Coupe nationale | Coupe de la Ligue | Coupe de la Ligue | Supercoupe | Supercoupe | Compétition(s) continentale(s) | Compétition(s) continentale(s) | Compétition(s) continentale(s) | Supercoupe EHF | Supercoupe EHF | Super Globe | Super Globe | Total | Total |
| Saison                | Club                  | Division              | M.          | B.          | M.              | B.              | M.                | B.                | M.         | B.         | Comp.                          | M.                             | B.                             | M.             | B.             | M.          | B.          | M.    | B.    |
| 2005-2006             | GOG Svendborg         | Håndboldligaen        |             |             |                 |                 | -                 | 0                 | -          | -          | -                              | -                              | -                              | -              | -              | -           | -           | 0     | 0     |
| 2006-2007             | GOG Svendborg         | Håndboldligaen        |             |             |                 |                 | 0                 | 0                 | -          | -          | LDC                            | 7                              | 13                             | -              | -              | -           | -           | 7     | 13    |
| 2007-2008             | GOG Svendborg         | Håndboldligaen        |             |             |                 |                 | 0                 | 0                 | -          | -          | LDC                            | 9                              | 49                             | -              | -              | -           | -           | 9     | 49    |
| Sous-total            | Sous-total            | Sous-total            |             |             |                 |                 | 0                 | 0                 | -          | -          | -                              | 16                             | 62                             | -              | -              | 0           | 0           | 16    | 62    |
| 2008-2009             | FC Barcelone          | Liga ASOBAL           |             |             |                 |                 | 0                 | 0                 | 0          | 0          | LDC                            | 10                             | 43                             | -              | -              | 0           | 0           | 10    | 43    |
| 2009-2010             | FC Barcelone          | Liga ASOBAL           |             |             |                 |                 | 0                 | 0                 | 0          | 0          | LDC                            | 15                             | 52                             | -              | -              | 0           | 0           | 15    | 52    |
| Sous-total            | Sous-total            | Sous-total            |             |             |                 |                 | 0                 | 0                 | -          | -          | -                              | 25                             | 95                             | -              | -              | 0           | 0           | 25    | 95    |
| 2010-2011             | AG Copenhague         | Håndboldligaen        |             |             |                 |                 | -                 | -                 | -          | -          | -                              | -                              | -                              | -              | -              | -           | -           | 0     | 0     |
| 2011-2012             | AG Copenhague         | Håndboldligaen        |             |             |                 |                 | 0                 | 0                 | -          | -          | LDC                            | 16                             | 98                             | -              | -              | -           | -           | 16    | 98    |
| Sous-total            | Sous-total            | Sous-total            |             |             |                 |                 | 0                 | 0                 | -          | -          | -                              | 16                             | 98                             | -              | -              | 0           | 0           | 16    | 98    |
| 2012-2013             | Paris Saint-Germain   | Division 1            | 20          | 103         | 0               | 0               | 1                 | 3                 | -          | -          | -                              | -                              | -                              | -              | -              | -           | -           | 21    | 106   |
| 2013-2014             | Paris Saint-Germain   | Division 1            | 23          | 103         | 0               | 0               | 2                 | 13                | -          | -          | LDC                            | 13                             | 56                             | -              | -              | -           | -           | 38    | 172   |
| 2014-2015             | Paris Saint-Germain   | Division 1            | 26          | 203         | 1               | 27              | 1                 | 6                 | 2          | 13         | LDC                            | 14                             | 103                            | -              | -              | -           | -           | 44    | 352   |
| 2015-2016             | Paris Saint-Germain   | Division 1            | 25          | 228         | 1               | 2               | 3                 | 30                | 2          | 20         | LDC                            | 18                             | 141                            | -              | -              | -           | -           | 49    | 421   |
| 2016-2017             | Paris Saint-Germain   | Starligue             | 26          | 104         | 0               | 0               | 4                 | 21                | 2          | 11         | LDC                            | 19                             | 99                             | -              | -              | 3           | 7           | 54    | 242   |
| 2017-2018             | Paris Saint-Germain   | Starligue             | 23          | 127         | 4               | 23              | 4                 | 24                | 2          | 3          | LDC                            | 15                             | 49                             | -              | -              | -           | -           | 48    | 226   |
| 2018-2019             | Paris Saint-Germain   | Starligue             | 26          | 130         | 1               | 5               | 4                 | 18                | 0          | 0          | LDC                            | 16                             | 73                             | -              | -              | -           | -           | 47    | 226   |
| 2019-2020             | Paris Saint-Germain   | Starligue             | 13          | 85          |                 |                 | 1                 | 8                 | 1          | 11         | LDC                            | 12                             | 58                             | -              | -              | -           | -           | 27    | 162   |
| 2020-2021             | Paris Saint-Germain   | Starligue             | 12          | 58          |                 |                 | 0                 | 0                 | 0          | 0          | LDC                            | 15                             | 88                             | -              | -              | -           | -           | 27    | 146   |
| Sous-total            | Sous-total            | Sous-total            | 194         | 1141        | 7               | 57              | 20                | 123               | 9          | 58         | -                              | 122                            | 667                            | -              | -              | 3           | 7           | 355   | 2053  |
| Total sur la carrière | Total sur la carrière | Total sur la carrière | 194         | 1141        | 7               | 57              | 20                | 123               | 9          | 58         | -                              | 179                            | 922                            | 0              | 0              | 3           | 7           | 412   | 2308  |

## Galerie

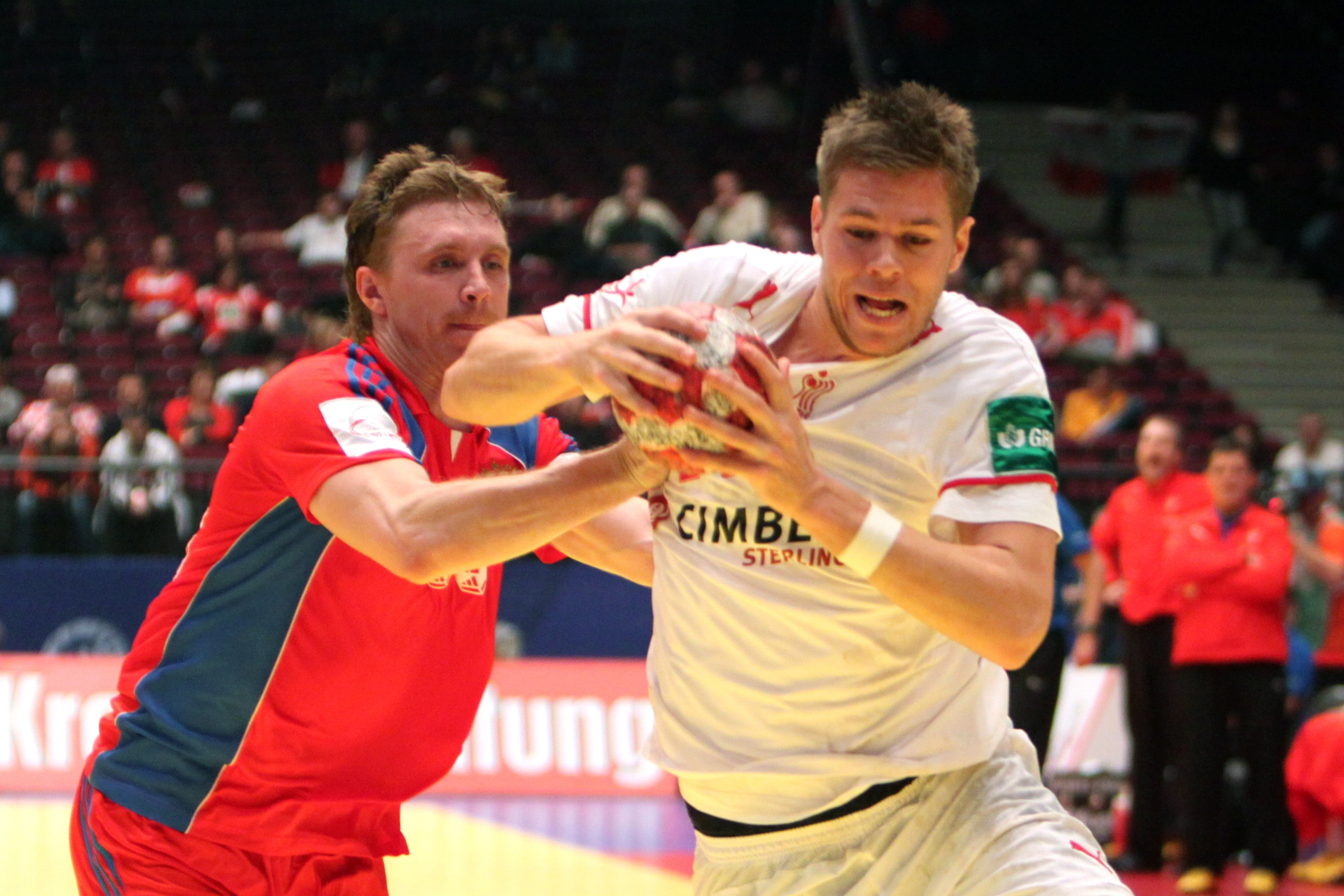
En 2010 avec le Danemark
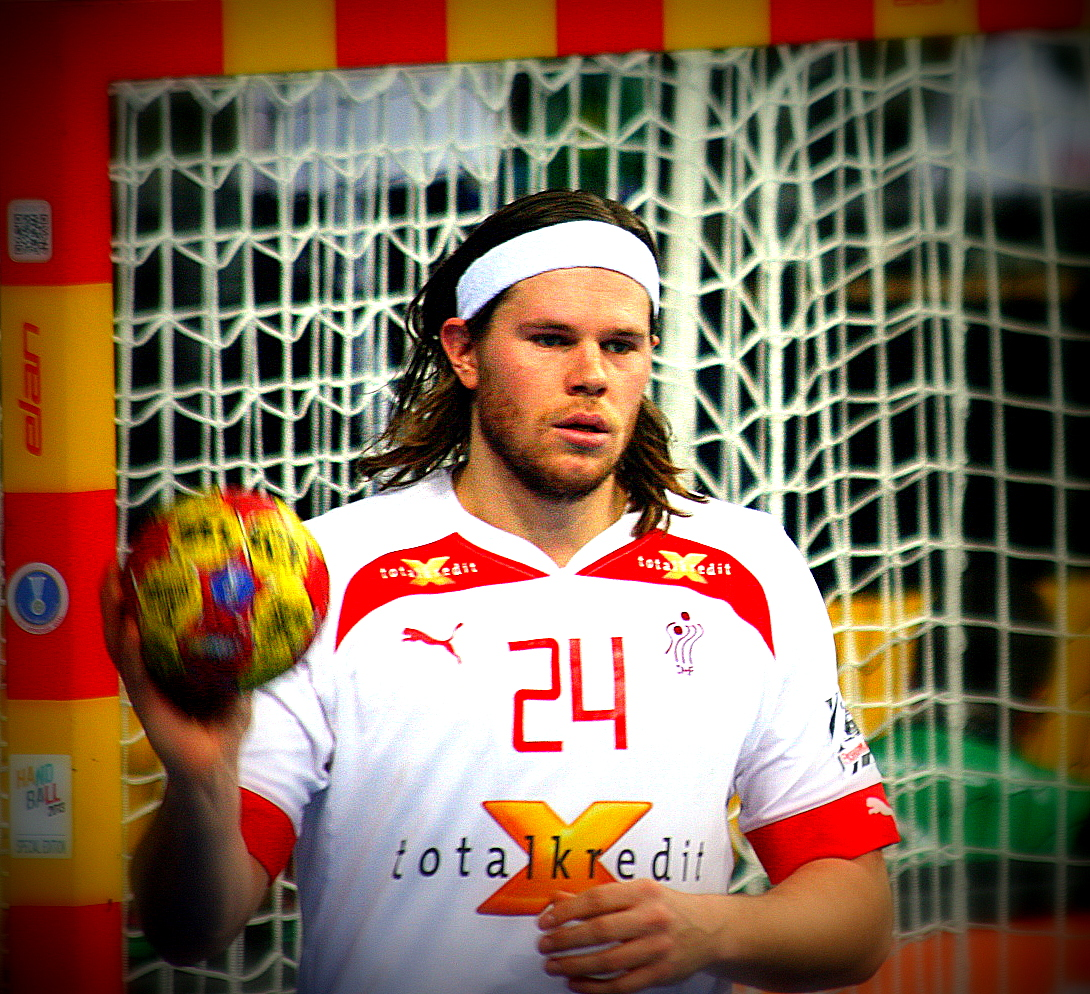
En 2013 avec le Danemark
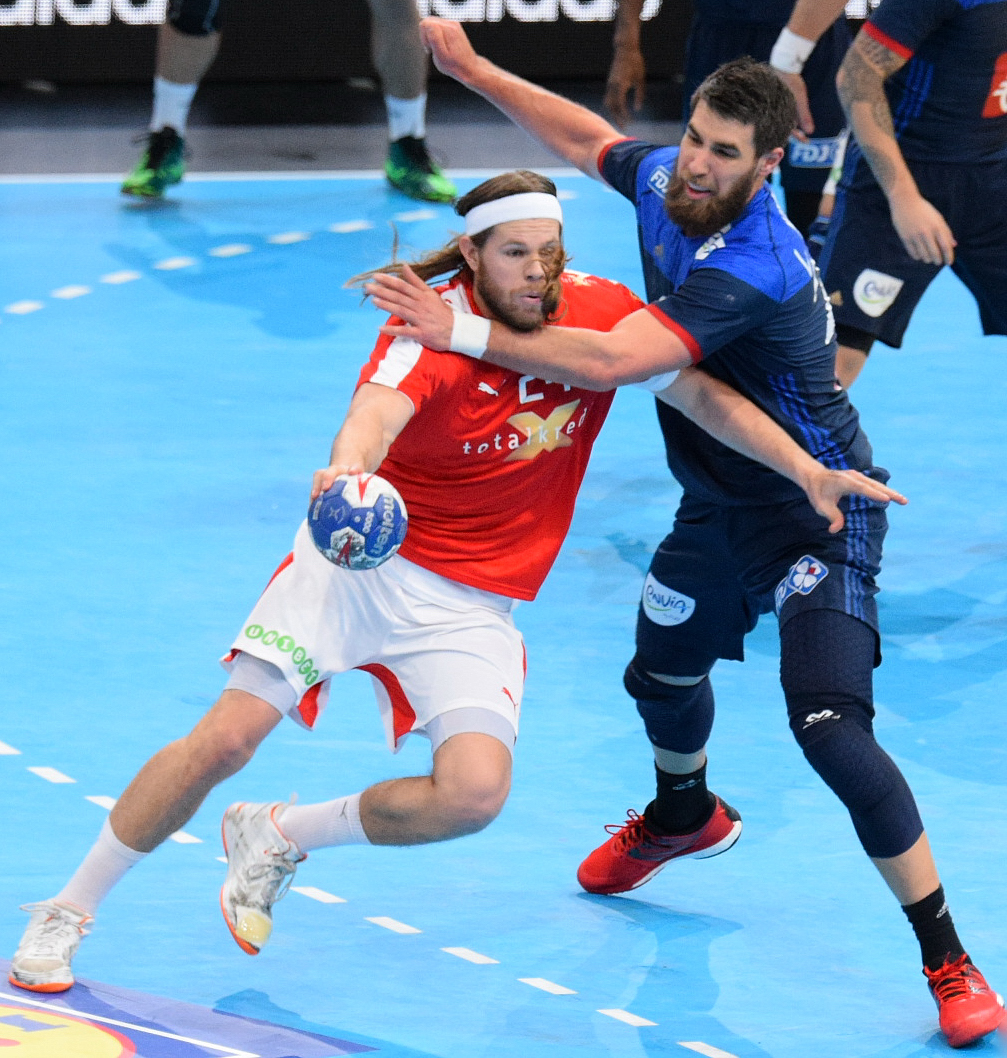
En 2016 avec le Danemark
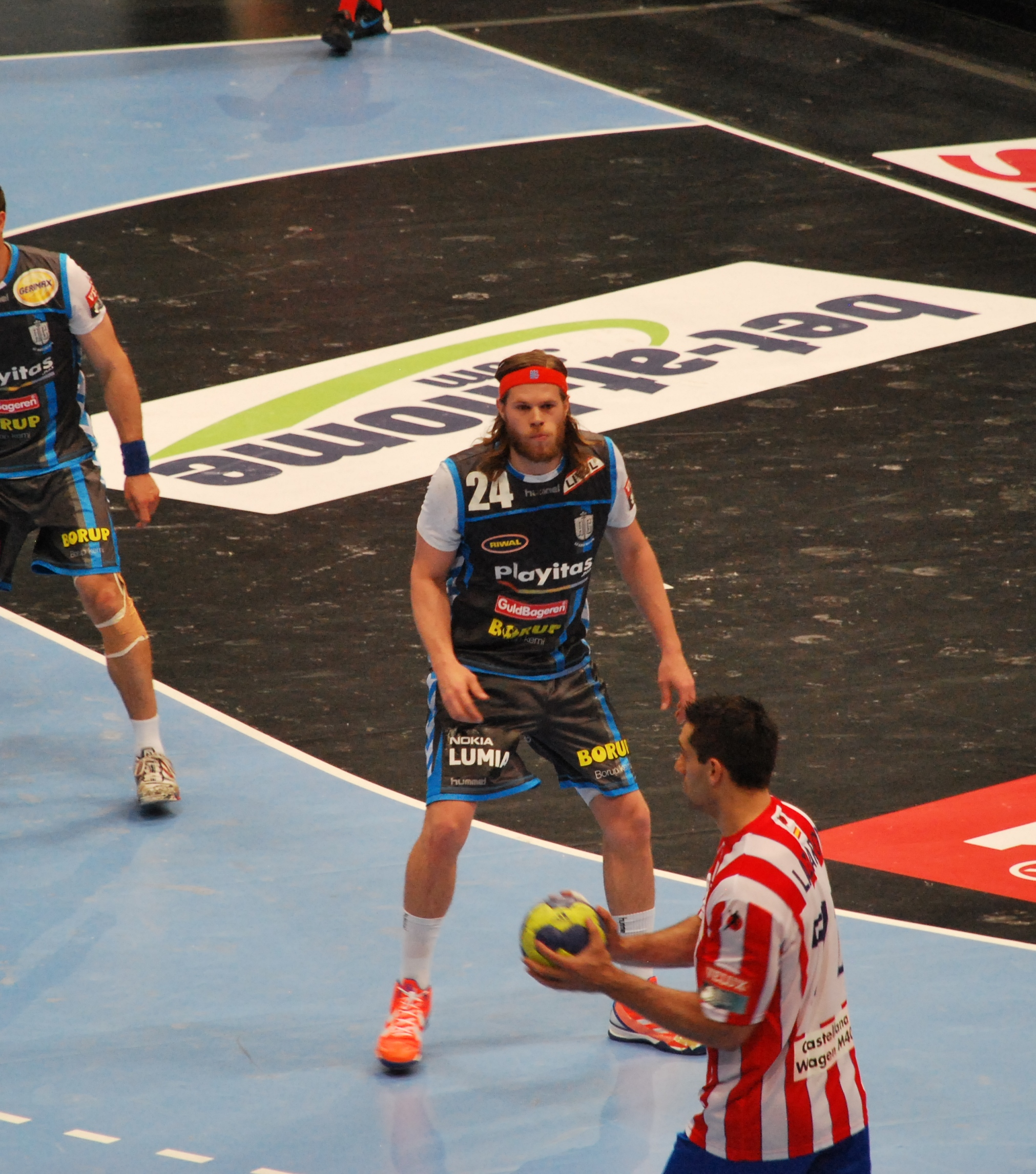
En 2012 avec l'AG Copenhague
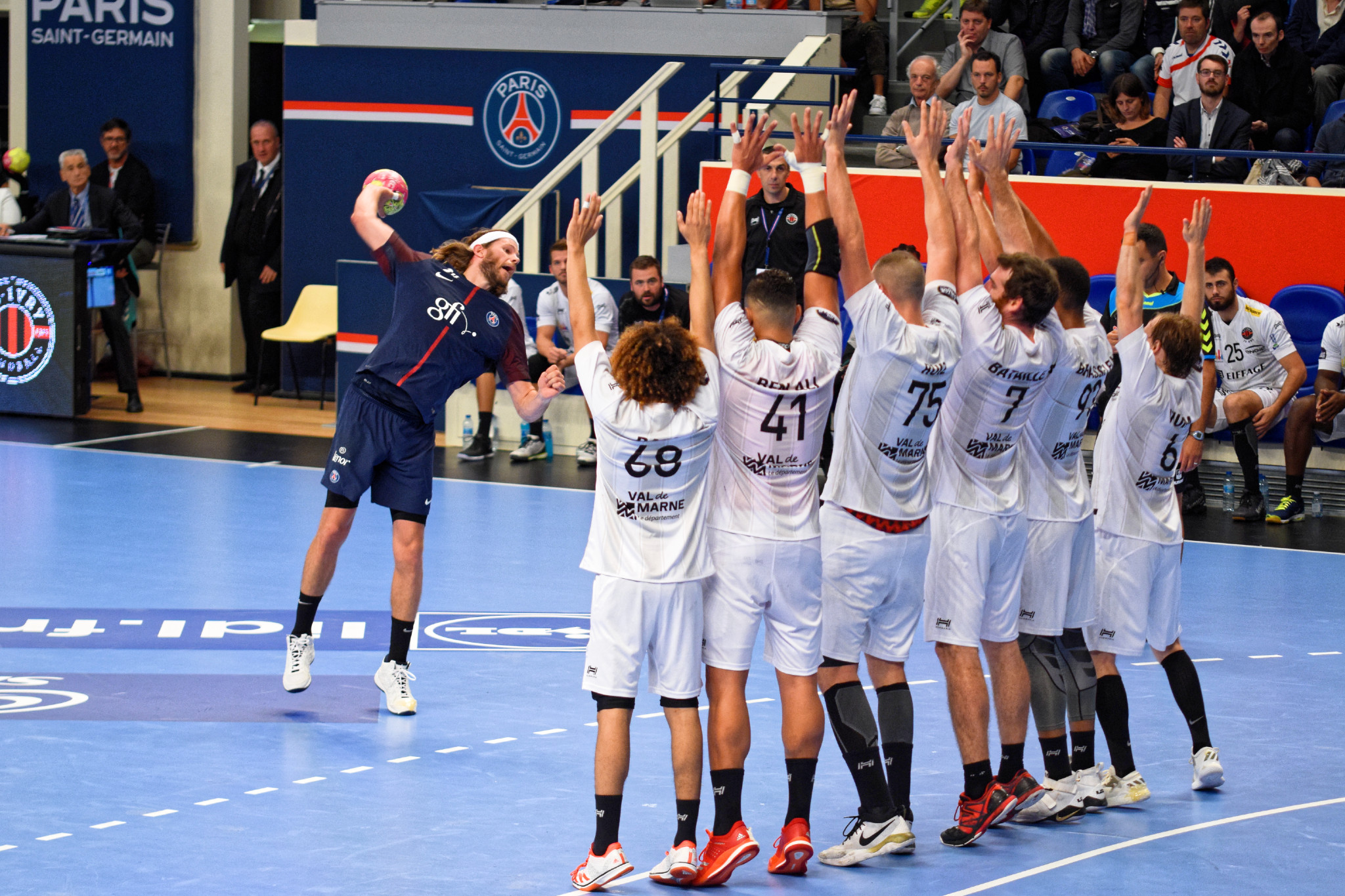
En 2017 avec le PSG
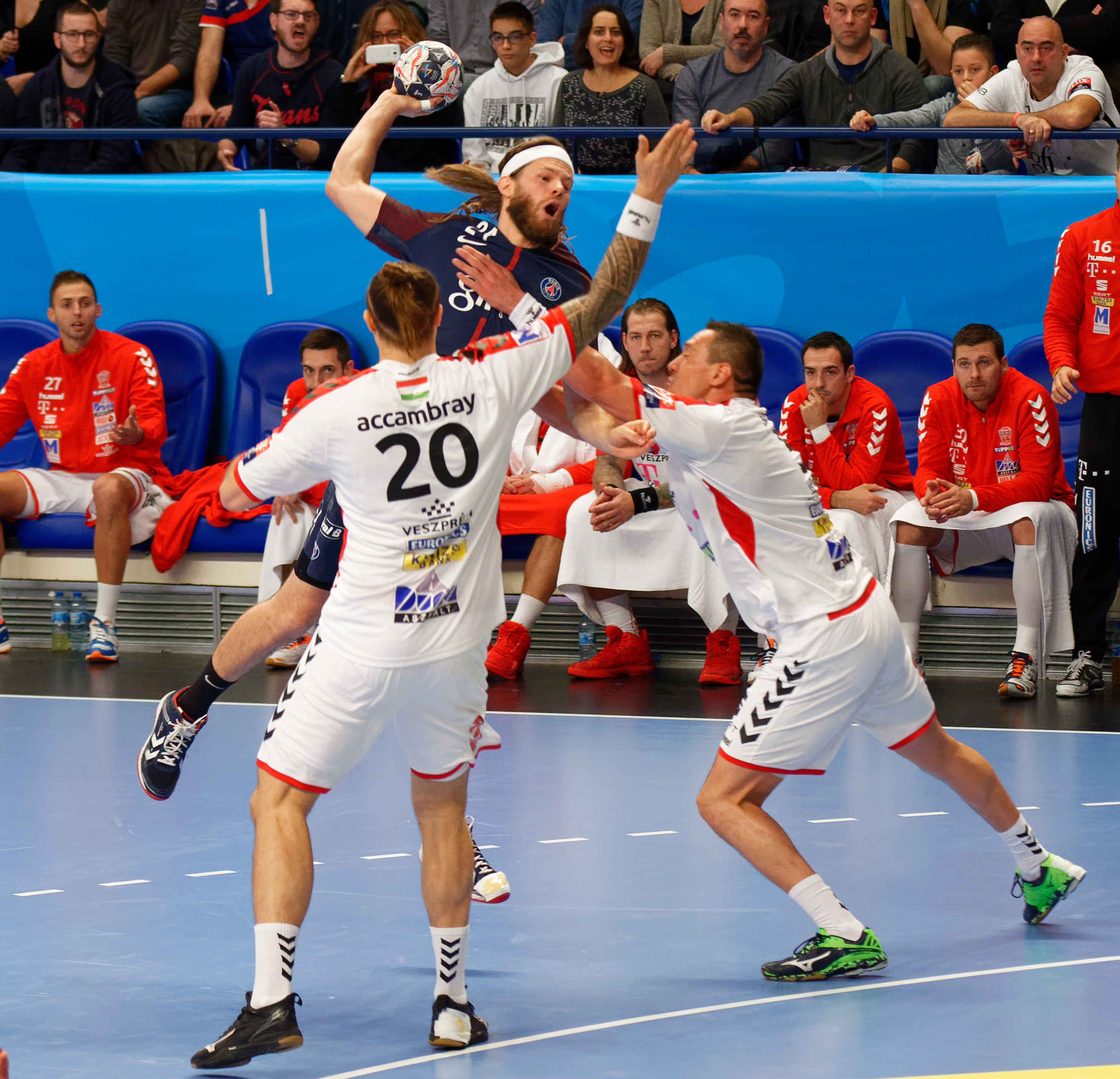
En 2017 avec le PSG
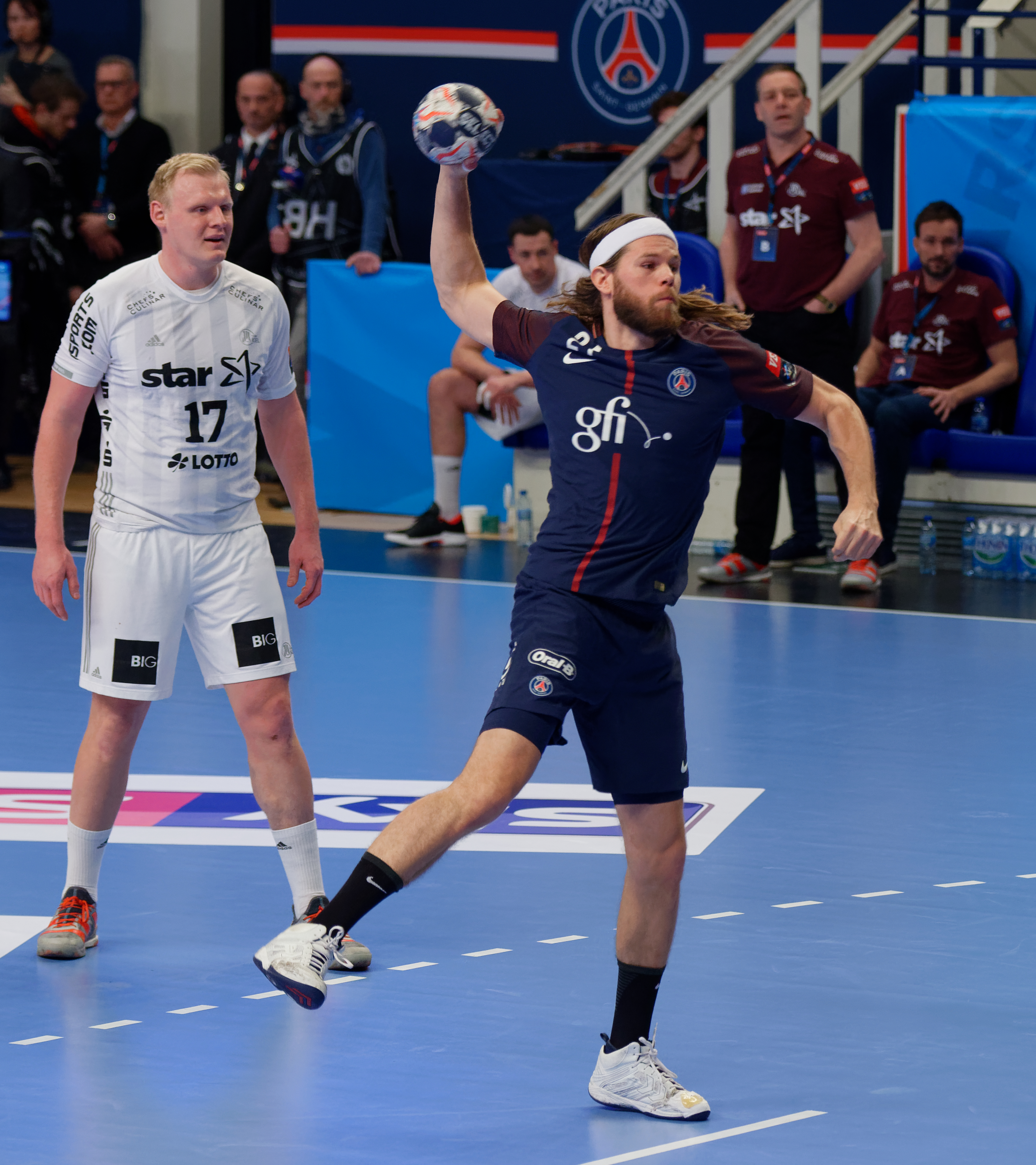
En 2018 avec le PSG